# Bajimus Čuhčajávri
Bajimus Čuhčajávri är en sjö i Kiruna kommun i Lappland och ingår i Torneälvens huvudavrinningsområde. Bajimus Čuhčajávri ligger i Torneträsk-Soppero fjällurskog Natura 2000-område.